# 2-я Варшавская пехотная дивизия (Польша)
2-я Варшавская пехотная дивизия имени Генрика Домбровского (пол. 2 Warszawska Dywizja Piechoty im. Henryka Dąbrowskiego / 2 DP) — пехотное воинское подразделение Войска Польского, участвовавшее в Великой Отечественной войне. Сформирована в Кельце в 1943, вошла в состав 1-й армии Войска Польского. В августе 1944 года была переброшена на Магнушевский плацдарм, откуда и начала свой боевой путь. В январе 1945 года участвовала в боях близ Варшавы, а также преодолевала Поморский вал и освобождала город Камень-Поморский. Участвовала в некоторых этапах Висло-Одерской и Берлинской операции, завершила свой боевой путь на Эльбе. Изначально базировалась в Кельце, затем перебралась в Ченстохов (штаб дивизии располагался на улице Слёнской в Ченстохове). Расформирована в 1956 году, её правопреемницей стала сначала 7-я пехотная дивизия, а затем 2-я Варшавская механизированная дивизия.

## Формирование

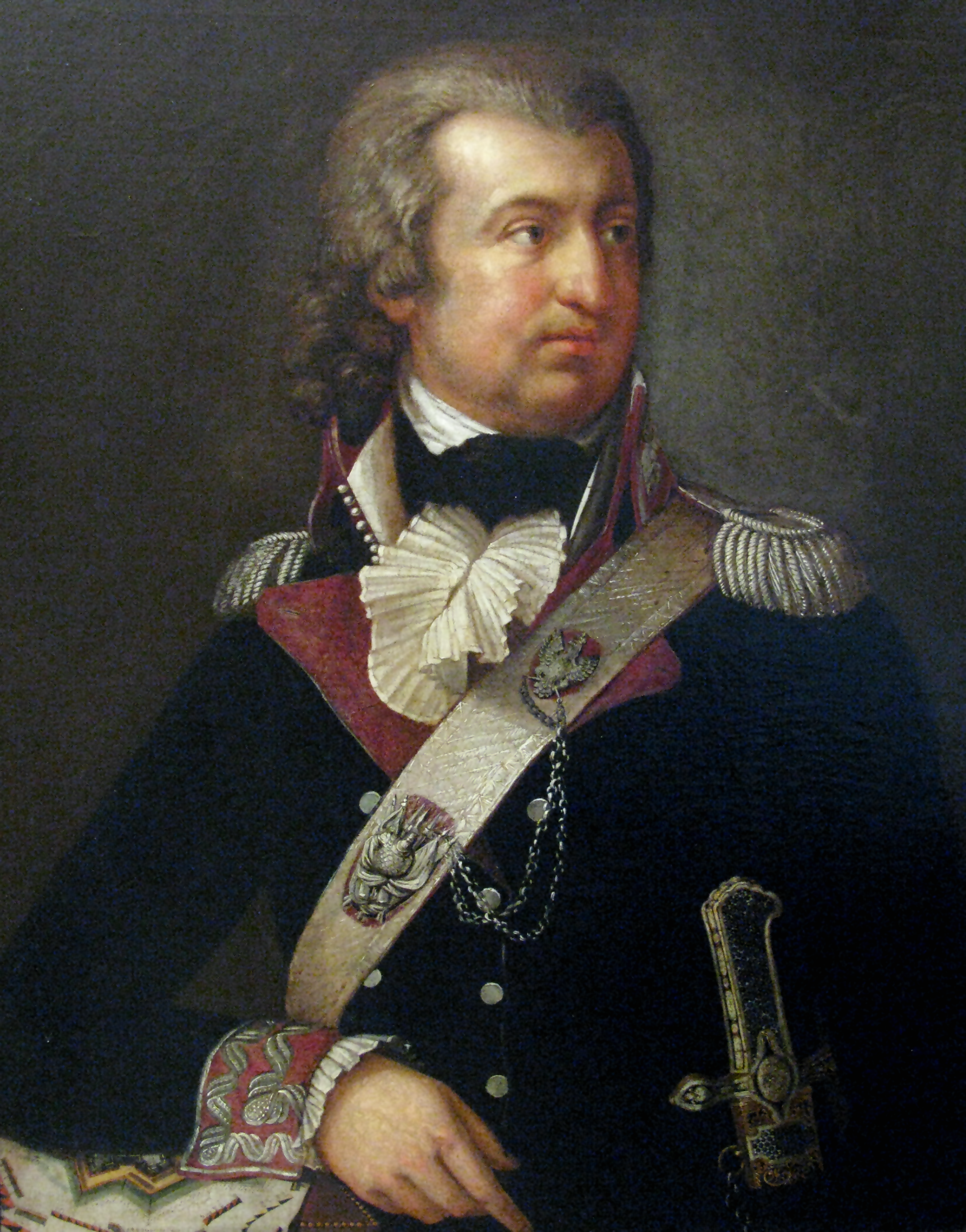
Генрик Домбровский, покровитель 2-й пехотной дивизии

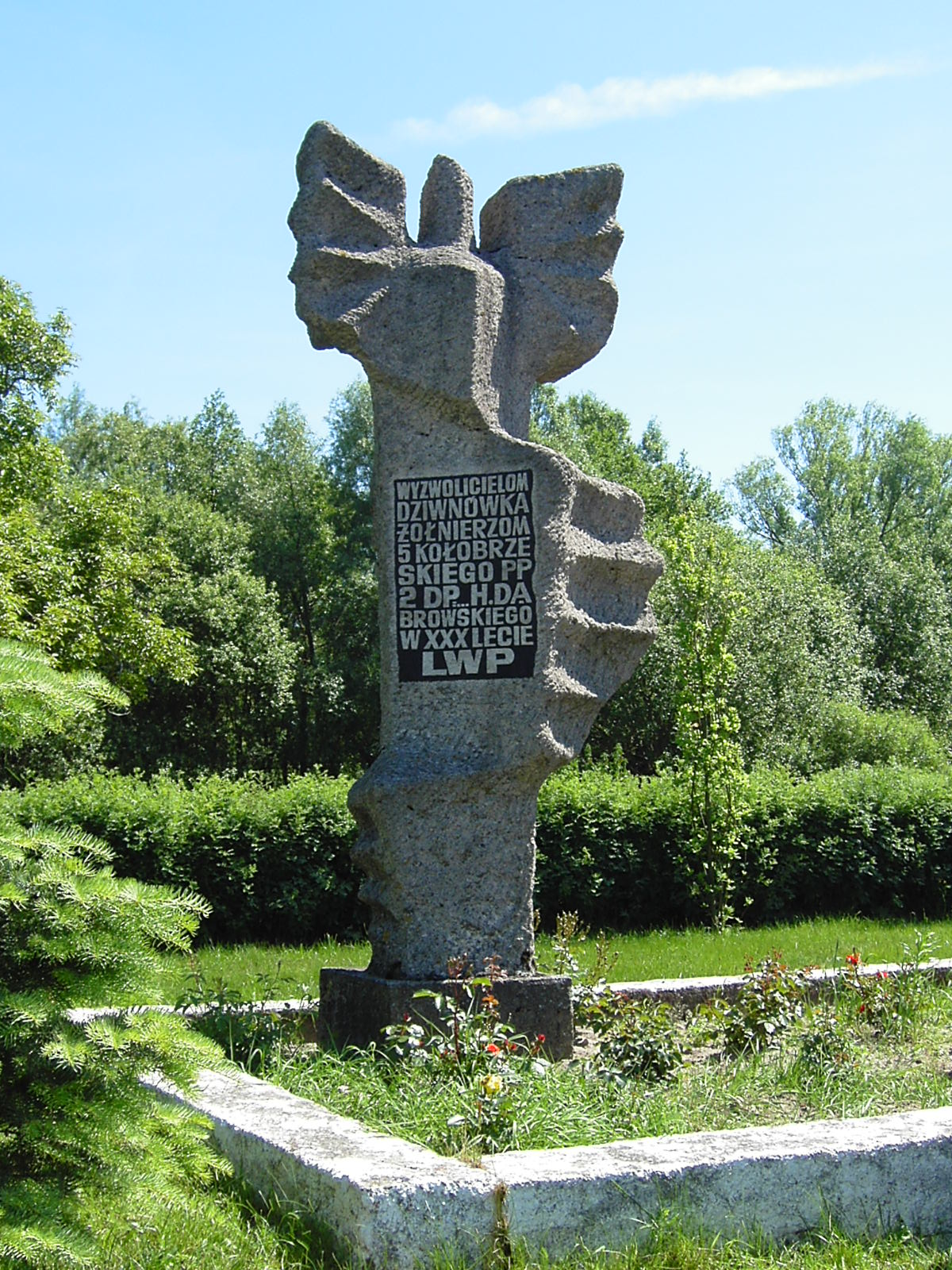
Памятный знак в Дзивнувеке — городе, освобождённом 2-й дивизией

Формирование 2-й пехотной дивизии имени Генрика Домбровского началось в первой декаде августа 1943 года согласно приказу номер 04/500. 30 августа было объявлено об официальном формировании дивизии, которая вошла в состав 1-го польского корпуса в СССР. В состав новосозданной дивизии вошли:
- Штаб командования
- 4-й пехотный полк
- 5-й Колобжеский пехотный полк
- 6-й пехотный полк
- 2-й полк лёгкой артиллерии
- 2-й сапёрный батальон
- 2-й дивизион самоходной противотанковой артиллерии
- Вспомогательный артиллерийский взвод
- 2-й отдельный учебный пехотный батальон
- 2-я отдельная разведывательная рота
- 2-я отдельная рота связистов
- 2-й отдельный санитарный батальон
- 2-я отдельная рота химической защиты
- 2-я отдельная транспортная рота (колонна)
- 2-я полевая швейная мастерская
- 2-я полевая пекарня
- 2-й ветеринарный госпиталь
- 1901-я полевая касса Государственного Банка Польши
- 2886-я полевая почтовая станция
- Отдел информации

11 ноября 1943 в Хуторе-Белом солдаты дивизии официально принесли воинскую присягу, а спустя месяц в состав дивизии вошли две женские стрелковые роты. 26 декабря дивизии был торжественно вручён штандарт, над которым трудились члены Союза Польских Патриотов. Формирование дивизии продолжалось и после наступления Нового 1944 года. По состоянию на 1 января 1944 в дивизии официально насчитывалось 11164 человека, из них 8942 солдата, что составляло приблизительно 80 %. Приблизительно 58,7 % солдат дивизии были кавалеристами.
10 января 1944 дивизия прибыла в Смоленск, откуда начала свой марш на Волынь. К 24 июля 1944 дивизия добралась до Хельма. В марте дивизия вошла в состав сначала 1-й польской армии в СССР, а затем и в 1-ю армию Войска Польского. 7 мая 1944 был расформирован 2-й отдельный дивизион самоходной противотанковой артиллерии, 5 июня в состав вошёл 2-й дивизион самоходной артиллерии, состоявший из самоходок СУ-76.

## Боевой путь
2-я дивизия принимала участие в боях над Вислой в районе Пулавы с июля по август 1944 года, действовала на Магнушевском плацдарме с августа по сентябрь 1944 года. Полки дивизии, наступая с Черняковского плацдарма, участвовали в боях за Варшаву. В январе 1945 года дивизия форсировала Вислу, преодолела Померанский вал и вышла в феврале-марте к Камню-Поморскому.
19 февраля 1945 приказом № 011 Ставки Верховного Главнокомандования дивизии было присвоено почётное наименование Варшавская, что было подтверждено приказом № 060 1-й армии Войска Польского. В том же месяце дивизией был освобождён город Дзивнувек, что позволило ей выйти к морю. В Берлинской операции дивизия форсировала Одер и вышла в апреле 1945 года на Эльбу. 4 мая 1945 дивизия официально закончила свой боевой путь, но продолжила нести службу в некоторых освобождённых немецких городах. Штаб дивизии располагался в первые послевоенные дни в городе Котбус. Впоследствии в память о дивизии некоторые улицы польских городов были переименованы в её честь.
4 мая 1945 Верховный совет СССР наградил дивизию Орденом Красной Звезды «за образцовое выполнение боевых заданий на фронте в борьбе с врагом, за взятие городов Дойч-Кроне и Маркиш-Фридланд и продемонстрированные при этом мужество и отвагу».
| Формирование вооруженных сил Польши в ССС | Форсирование Одра | Форсирование Одра | Форсирование Одра |

|  |  |  |

## Послевоенная судьба
В июле-августе 1945 года дивизия вернулась в Польшу, войдя в состав Слёнского военного округа. 15 июля 1945 дивизия заступила на охрану границы между городами Пачкув и Чижын. Штаб дивизии располагался в местечке Козле. В сентябре 1945 года она передислоцировалась в Лодзьский военный округ, а её части были расквартированы в Кельце, Ченстохове, Радоме и Петркове-Трыбунальском. С этого момента солдаты более не приводились в полную боевую готовность. 2 сентября 1950 дивизия была переформирована во 2-ю пехотную территориальную дивизию.
17 мая 1951 дивизия была передана в распоряжение 11-го пехотного корпуса. Приказом номер 0026 Министра обороны от 2 сентября 1956 дивизия в итоге была окончательно расформирована. Её правопреемницей стала сначала 7-я Лужицкая пехотная дивизия, а затем 2-я Варшавская механизированная дивизия.

## Командиры дивизии
- Полковник Антон Сивицкий (15 августа 1943 — 18 сентября 1944)
- Полковник Иван Роткевич (18 сентября 1944 — 19 марта 1945)
- Полковник Дионисий Суржич (19 марта 1945 — январь 1946)
- Полковник Станислав Купша (январь 1946 — сентябрь 1948)
- Полковник Йожеф Белецкий (1 октября 1948 — 25 сентября 1949)
- Полковник Эмиль Цимура (25 сентября 1949 — 20 июня 1950)
- Подполковник Арсениуш Вадейко (1953—1955)
- Подполковник Артур Рагиня (1955—1956)
- Полковник Збигнев Оханович (1956)